# Pyrrhocactus reconditus
Pyrrhocactus reconditus là một loài thực vật có hoa trong họ Cactaceae. Loài này được F. Ritter miêu tả khoa học đầu tiên.